# Evaluación probabilística del riesgo
La evaluación probabilística del riesgo (en inglés: probabilistic risk assessment, PRA) es una metodología sistemática y exhaustiva para evaluar el riesgo asociado a una entidad ingenieril compleja (tal como un avión comercial o una central nuclear).
El riesgo en un PRA está definido como un resultado detrimental factible de una actividad o acción. En un PRA, el riesgo está caracterizado por dos cifras:
1. la magnitud (severidad) de las posibles consecuencias adversas, y
2. la posibilidad (probabilidad) de la ocurrencia de cada consecuencia.

Las consecuencias está expresadas numéricamente (por ejemplo, la cantidad de personas que potencialmente serían dañadas o muertas) y las posibilidades de ocurrencia expresadas como probabilidades o frecuencias (por ejemplo: la cantidad de ocurrencias por unidad de tiempo). El riesgo total es la pérdida esperada: la suma de los productos de las consecuencias multiplicadas por sus probabilidades.
El espectro de los riesgos a través de las clases de eventos también son de interés, y usualmente están controlados en los procesos de licenciamiento - sería de interés pero raro si eventos de altas consecuencias se encontraran dominando el riesgo total, particularmente ya que esta evaluación de riesgo es muy sensitiva a los supuestos (por ejemplo: ¿Cuán raro es un evento de alta consecuencia?).
La evaluación probabilística del riesgo usualmente responde tres preguntas básicas:
1. ¿Que puede ocurrir erróneamente con la entidad tecnológica estudiada?, o ¿Cuáles son los iniciadores o eventos iniciadores (eventos iniciales indeseables) que llevan a consecuencias adversas?
2. ¿Qué y cuán severos son los detrimentos potenciales o las consecuencias adversas a que la entidad tecnológica puede eventualmente ser sometida como un resultado de la ocurrencia del iniciador?
3. ¿Cuán probable es que ocurran estas consecuencias indeseables?, o ¿cuáles son sus probabilidades o frecuencias?

Dos métodos comunes de responder esta última pregunta son el Análisis de Árbol de Eventos y el Análisis de Árbol de Fallas - para explicación de estas, ver ingeniería de seguridad.
En adición a los dos métodos mencionados arriba, los estudios de PRA requieren herramientas de análisis especiales pero a menudo muy importantes tales como el análisis de fiabilidad humana (human reliability analysis, HRA) y el análisis de causa-falla-común (common-cause-failure analysis, CCF). El HRA tiene que ver los métodos para modelar el error humano mientras que el CCF tiene que ver con los métodos para evaluar el efecto de las dependencias intersistemas y las intrasistemas que tienden a causar fallas simultáneas y así incrementar significativamente el riesgo total.
En el año 2007 Francia fue criticada por fallar en usar la aproximación PRA para evaluar el riesgo sísmico de las centrales nucleares francesas.

## Críticas
Teóricamente, el método de evaluación probabilística de riesgo sufre de varios problemas:

Nancy Leveson del MIT y sus colaboradores han argumentado que la concepción de cadena de eventos de los accidentes típicamente usadas para tales evaluaciones de riesgos no puede dar cuenta de las relaciones de retroalimentación indirectas, no lineales que caracterizan muchos accidentes en sistemas complejos. Esta evaluación de riesgos hace un pobre trabajo en modelar las acciones humanas y su impacto en los modos de falla conocidos, y mucho peor en los modos de falla desconocidos. También, como un informe de 1978 del Grupo de Revisión de Evaluación de Riesgos entregado a la NRC destacó es conceptualmente imposible ser completo desde el punto de vista matemático en la construcción de árboles de eventos y árboles defallas ... Esta limitación inherente significa que cualquier cálculo usando esta metodología está siempre sujeto a revisión y a duda acerca de si su alcance es completo.

En el caso de muchos accidentes, los modelos de evaluación probabilística de riesgo no consideraron modos de falla inesperados:

En los reactores Kashiwazaki Kariwa de Japón, por ejemplo, después del terremoto de Chuetsu en 2007 algunos materiales radiactivos se filtraron en el mar cuando la subsidencia del terreno tiró los cables eléctricos subterráneos hacia abajo y creó una apertura en la muralla del sótano del reactor. Como un empleado de la Tokyo Electric Power Company observó en ese momento, Estuvo más allá de lo que pudimos imaginar que un hueco se produjera en la perforación para los cables eléctricos en la muralla exterior.

Cuando se trata de la seguridad en el futuro, los diseñadores nucleares y los operadores a menudo asumen que ellos saben cuál es lo más probable que suceda, que es lo que les permite afirmar que han planificado para todas las posibles contingencias. Pero esta es una de las debilidades del método de evaluación probabilística de riesgo que ha sido demostrada enfáticamente con los accidentes nucleares de Fukushima I -- La dificultad de modelar fallas de causa-común o de modo-común:

De la mayor parte de los informes parece claro que un solo evento, el tsunami, resultó en una cantidad de fallas que establecieron el escenario para los accidentes. Estas fallas incluyeron la pérdida del abastecimiento de energía eléctrica externa del complejo de reactores, la pérdida de los tanques de petróleo y del combustible de reserva para los generadores diesels, la inundación de la subestación eléctrica, y quizás el daño a las admisiones que traían el agua de enfriamiento desde el océano. Como un resultado, incluso cuando existían múltiples formas de remover el calor desde el núcleo, todas ellas fallaron.

### Nota
- Esta obra contiene una traducción  derivada de «Probabilistic risk assessment» de Wikipedia en inglés, concretamente de esta versión, publicada por sus editores bajo la Licencia de documentación libre de GNU y la Licencia Creative Commons Atribución-CompartirIgual 4.0 Internacional.